# Sei (krater)
För andra betydelser, se Sei.
Sei är en nedslagskrater på planeten Merkurius, med en diameter på ungefär 137 kilometer.
1976 uppkallade den efter författaren Sei Shōnagon.